# Łanięta (gmina)
Łanięta (daw. gmina Mikstal) – gmina wiejska położona w centralnej Polsce, w województwie łódzkim (jego najbardziej wysunięta na północ gmina), w powiecie kutnowskim. Siedziba gminy znajduje się w miejscowości Łanięta. W latach 1975–1998 gmina administracyjnie należała do województwa płockiego.
Jest członkiem Związku Gmin Regionu Kutnowskiego oraz Stowarzyszenia Rozwoju Gmin „Centrum”.
Według danych z 31 grudnia 2018 roku zamieszkiwało ją 2459 osób.
Miejsce w województwie (na 177 gmin):
- powierzchnia: 151. miejsce,
- ludność: 174. miejsce[4].

Gospodarka gminy oparta jest na rolnictwie. Strategia rozwoju gminy ukierunkowana jest na przekształcenie jej w gospodarkę rolniczo-przemysłowo-usługową.

## Geografia

### Powierzchnia
Według danych z 2007 roku powierzchnia gminy Łanięta wynosiła 54,89 km². Stanowi to 6,2% powiatu kutnowskiego i plasuje na 9. miejscu na 11 gmin tego powiatu (mniejsze są tylko gminy Dąbrowice i Kutno). Gmina jest też jedną z najmniejszych w województwie łódzkim, będąc 151. na 177 jednostek administracyjnych tego typu.
W ogólnej strukturze użytkowania terenu dominują użytki rolne obejmujące 5 082 ha, co stanowi 92,8% powierzchni. Niemal wszystkie są wykorzystywane jako grunty orne (4 924 ha). Łąki i pastwiska (145 ha) oraz sady (13 ha) stanowią niewielki udział. Zalesionych jest 354 ha. Lesistość gminy (6,47%) jest ponad trzykrotnie niższa od średniej lesistości województwa łódzkiego (21,5%).

### Położenie administracyjne

#### Historyczne
Gmina Łanięta została wyodrębniona po odzyskaniu niepodległości z dawnej gminy Miksztal, która była jedną z 12 gmin wiejskich powiatu kutnowskiego guberni warszawskiej w Królestwie Polskim. Na przestrzeni lat funkcjonowała w ramach różnych jednostek podziału administracyjnego:
- W latach 1919–1939 była częścią powiatu kutnowskiego w przedwojennym województwie warszawskim[8].
- Od kwietnia do września 1939 roku była częścią powiatu kutnowskiego w przedwojennym województwie łódzkim[8].
- W latach 1939–1945 była częścią powiatu kutnowskiego w rejencji inowrocławskiej, będącej częścią Okręgu Rzeszy Kraj Warty.
- W latach 1945–1954 była częścią powiatu kutnowskiego w ówczesnym województwie łódzkim.
- W latach 1954–1972 gmina Łanięta nie istniała. W jej miejscu istniała gromada Łanięta[9].
- W latach 1973–1975 była częścią powiatu kutnowskiego w ówczesnym województwie łódzkim[10].
- W latach 1975–1998 była jedną z 38 gmin ówczesnego województwa płockiego[5].
- Od 1999 roku jest częścią powiatu kutnowskiego w województwie łódzkim[5].

#### Obecne
Gmina Łanięta położona jest w centralnej Polsce i jest najbardziej wysuniętą na północ gminą województwa łódzkiego oraz powiatu kutnowskiego. Od północnego wschodu graniczy z powiatem gostynińskim w województwie mazowieckim, natomiast od północnego zachodu z powiatem włocławskim, będącym częścią województwa kujawsko-pomorskiego.
Gminy, z którymi graniczy to:
- Gostynin
- Kutno
- Lubień Kujawski
- Nowe Ostrowy
- Strzelce[5]

### Położenie matematycznogeograficzne
Współrzędne geograficzne skrajnych punktów gminy:
- północ: 52°23′38,0″N 19°16′26,0″E/52,393889 19,273889 w miejscowości Zgoda
- południe: 52°17′01,0″N 19°17′04,0″E/52,283611 19,284444 w miejscowości Chruścinek
- wschód: 52°21′38,0″N 19°19′43,0″E/52,360556 19,328611 w miejscowości Juków
- zachód: 52°21′31,0″N 19°12′26,0″E/52,358611 19,207222 w miejscowości Kąty.

Rozciągłość południkowa: 6′37,0″
Rozciągłość równoleżnikowa: 7′17,0″.

### Położenie fizycznogeograficzne
Zgodnie z podziałem fizycznogeograficznym Polski J. Kondrackiego i A. Richlinga zmodyfikowanym w 2018 roku gmina Łanięta znajduje się we wschodniej części Niżu Środkowoeuropejskiego. W północno-wschodniej części gminy przebiega granica pomiędzy Nizinami Środkowopolskimi a Pojezierzami Południowobałtyckimi. Większość gminy leży na obszarze Wysoczyzny Kłodawskiej, będącej częścią Niziny Południowowielkopolskiej. Północno-wschodnie skrawki leżą natomiast na Pojezierzu Kujawskim, części Pojezierza Wielkopolskiego.

### Środowisko naturalne
Gmina charakteryzuje się bardzo dobrymi warunkami glebowo-rolniczymi, dzięki czemu jest to gmina typowo rolnicza. Pod powierzchnią gminy znajduje się wysad soli kamiennej. W 1987 roku podjęto działania zmierzające do otwarcia kopalni, jednak prace przerwano na etapie przygotowań. W kolejnych latach wysad solny Łanięta uznano za potencjalne miejsce lokalizacji podziemnego składowiska odpadów promieniotwórczych. Obszar gminy podzielony jest między zlewnię Wisły i zlewnię Bzury działem wodnym II rzędu. W centralnej części gminy, na północ od miejscowości Suchodębie, swoje źródło ma Skrwa Lewa, będąca bezpośrednim dopływem Wisły. Zachodnią część gminy przecina natomiast Lubienka, kończąca swój bieg w Ochni.

## Ochrona przyrody
Jedyną formą ochrony przyrody w gminie Łanięta są pomniki przyrody. Na jej obszarze istnieje pięć tworów przyrody prawnie chronionych w ten sposób.
| Nazwa pomnika                           | Rodzaj pomnika    | Lokalizacja                                                                    | Rok ustanowienia | Nr rejestracyjny CRFOP       |
| --------------------------------------- | ----------------- | ------------------------------------------------------------------------------ | ---------------- | ---------------------------- |
| Jesion wyniosły                         | Pojedyncze drzewo | W zachodniej części zabytkowego parku w Łaniętach                              | 1976             | PL.ZIPOP.1393.PP.1002072.882 |
| Dąb szypułkowy                          | Pojedyncze drzewo | W centralnej części zabytkowego parku w Łaniętach, obok romantycznego zameczku | 1976             | PL.ZIPOP.1393.PP.1002072.883 |
| "Nierozłączki" – dwie lipy drobnolistne | Grupa drzew       | Na wschodnim poboczu szosy Łanięta-Suchodębie                                  | 1977             | PL.ZIPOP.1393.PP.1002072.884 |
| Dwa jesiony wyniosłe                    | Grupa drzew       | We wschodniej części zabytkowego parku w Łaniętach                             | 1992             | PL.ZIPOP.1393.PP.1002072.885 |
| Dąb szypułkowy                          | Pojedyncze drzewo | W Łaniętach, przy szosie do Kutna, naprzeciwko wjazdu do zabytkowego parku     | 1992             | PL.ZIPOP.1393.PP.1002072.886 |

## Zabytki
Na obszarze gminy Łanięta znajduje się 12 obiektów wpisanych do rejestru zabytków.
| Nazwa                                                | Elementy             | Data powstania     | Rok wpisania do rejestru zabytków | Współrzędne                                   | Zdjęcie                        | Numer INSPIRE                   |
| ---------------------------------------------------- | -------------------- | ------------------ | --------------------------------- | --------------------------------------------- | ------------------------------ | ------------------------------- |
| Zespół dworski we Franciszkowie                      | dwór                 | pocz. XX w.        | 1980                              | 52°21′15,6″N 19°18′24,2″E/52,354333 19,306722 |                                | PL.1.9.ZIPOZ.NID_N_10_BK.128010 |
| Zespół dworski we Franciszkowie                      | park                 | 1906 r.            | 1980                              | 52°21′14,6″N 19°18′25,2″E/52,354056 19,307000 |                                | PL.1.9.ZIPOZ.NID_N_10_ZZ.38902  |
| Zespół dworski w Kątach                              | dwór                 |                    |                                   |                                               |                                |                                 |
| Zespół dworski w Kątach                              | park                 | 2. poł. XIX w.     | 1979                              | 52°21′28,2″N 19°13′29,3″E/52,357833 19,224806 |                                | PL.1.9.ZIPOZ.NID_N_10_ZZ.38911  |
| Kościół parafialny pw. Wniebowzięcia NMP w Łaniętach |                      | 1643 r.            | 1978                              | 52°21′42,8″N 19°16′48,0″E/52,361889 19,280000 |                                | PL.1.9.ZIPOZ.NID_N_10_BK.128039 |
| Dzwonnica w Łaniętach                                |                      | w latach 1860-1870 | 1978                              | 52°21′41,9″N 19°16′47,5″E/52,361639 19,279861 | PL.1.9.ZIPOZ.NID_N_10_BL.34856 |                                 |
| Cmentarz kościelny w Łaniętach                       |                      |                    |                                   |                                               |                                |                                 |
| Zespół dworski w Łaniętach                           | dwór                 | XIX w.             | 1967                              | 52°21′35,3″N 19°16′56,4″E/52,359806 19,282333 |                                | PL.1.9.ZIPOZ.NID_N_10_BK.128663 |
| Zespół dworski w Łaniętach                           | zameczek romantyczny | 1 poł. XIX w.      | 1967                              | 52°21′40,0″N 19°16′56,2″E/52,361111 19,282278 |                                | PL.1.9.ZIPOZ.NID_N_10_BK.128048 |
| Zespół dworski w Łaniętach                           | park                 | 1 poł. XIX w.      | 1980                              | 52°21′37,6″N 19°16′56,2″E/52,360444 19,282278 |                                | PL.1.9.ZIPOZ.NID_N_10_ZZ.38924  |
| Zespół dworski w Suchodębiu                          | dwór                 | poł. XIX w.        | 1980                              | 52°20′18,3″N 19°16′55,3″E/52,338417 19,282028 |                                | PL.1.9.ZIPOZ.NID_N_10_BK.132999 |
| Zespół dworski w Suchodębiu                          | park                 | nieznana           | 1980                              | 52°20′21,9″N 19°16′57,1″E/52,339417 19,282528 |                                | PL.1.9.ZIPOZ.NID_N_10_ZZ.40691  |

## Demografia

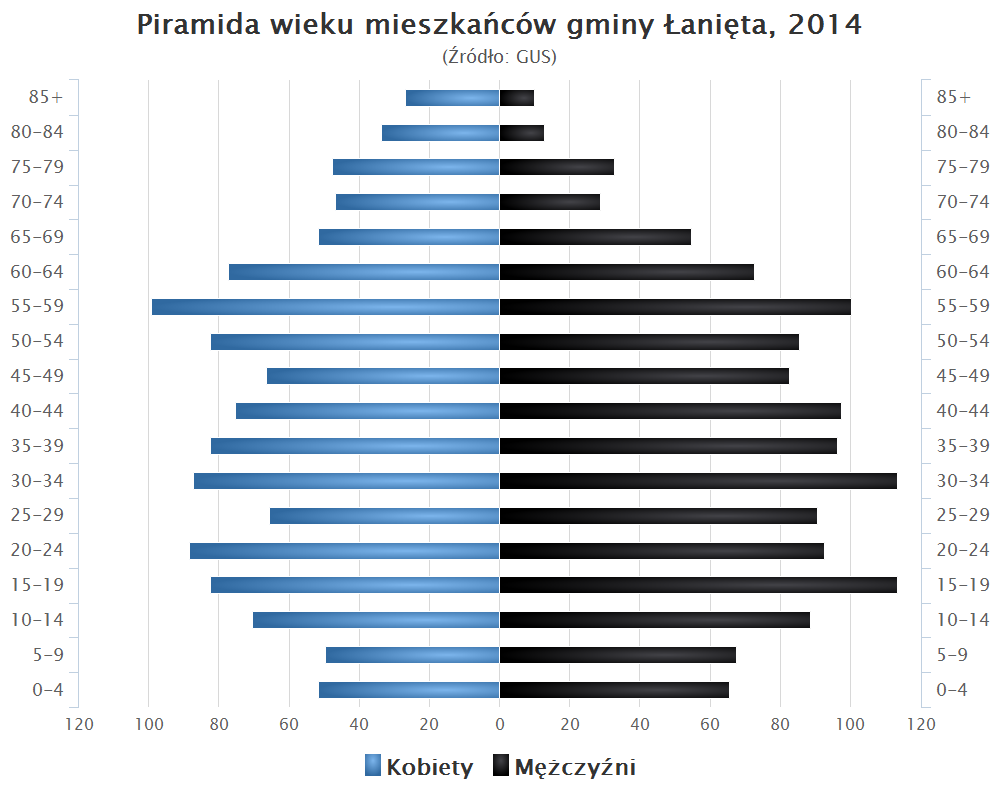
Piramida wieku mieszkańców gminy Łanięta w 2014 roku

Dane z 31 grudnia 2014:
| Opis                              | Ogółem | Ogółem | Kobiety | Kobiety | Mężczyźni | Mężczyźni |
| --------------------------------- | ------ | ------ | ------- | ------- | --------- | --------- |
| jednostka                         | osób   | %      | osób    | %       | osób      | %         |
| populacja                         | 2490   | 100    | 1184    | 47,6    | 1306      | 52,4      |
| gęstość zaludnienia (mieszk./km²) | 45     | 45     | 21,6    | 21,6    | 22,6      | 22,6      |

## Sołectwa
Gmina składa się z trzynastu sołectw. Są to:
Anielin, Budy Nowe, Chrosno, Juków, Kąty, Łanięta, Rajmundów, Suchodębie, Świeciny, Wilkowia, Witoldów, Wola Chruścińska, Zgoda.